# ピオンビーノ
ピオンビーノ(伊: Piombino)は、イタリア共和国トスカーナ州リヴォルノ県にある、人口約32,000人の基礎自治体（コムーネ）。

## 名称
日本語文献では「ピョンビーノ」と表記されることもある。

## 地理

### 位置・広がり

#### 隣接コムーネ
隣接するコムーネは以下の通り。括弧内のGRはグロッセート県所属を示す。
- カンピーリア・マリッティマ
- フォッローニカ (GR)
- サン・ヴィンチェンツォ
- スヴェレート

### 気候分類・地震分類
ピオンビーノにおけるイタリアの気候分類 (it) および度日は、zona C, 1245 GGである。
また、イタリアの地震リスク階級 (it) では、zona 4 (sismicità molto bassa) に分類される。

## 行政

### 分離集落
ピオンビーノには、以下の分離集落（フラツィオーネ）がある。
- Baratti, Colmata, Fiorentina, Populonia, Populonia Stazione, La Sdriscia, Riotorto